# Улица Ћире Милекића (Сремска Митровица)
Улица Ћире Милекића је главна пешачка улица у средишту Сремске Митровице. Улица је више пута мењала име и данс носи име по Ћири Пл. Милекићу, првом градском градоначелнику из редова грађанства, који је ступио у ово звање после проглашења Сремске Митровице слободним краљевским градом.
Ова улица дугачка је 300 метара и она повезује важне градске тргове, Трг светог Стефана и Трг светог Димитрија. Јужну страну улице чини велики комплекс зграда који је припадао месној српској православној општини са Православном Црквом светог Димитрија („Великом православном“ црквом). Ту придају и здања у којима су данас градска бибилотека, дечја библиотека, стручна библиотека, градско позориште, градска галерија и просторије РТВ „М“. Северна страна улице састоји се од низа старих трговачких кућа из 19. и почетка 20. века, у чијим се приземљима данас налазе најпознатије градске трговачке радње и кафеи.
Од пре петнестак година улица је претворена у пешачку, да би се пре пар година извршила реконструкција. Овом приликом урађена је и посебно издвојена бициклистичка стаза, али су унесене и неке негативне ствари попут „прокронског“ мобилијара непримереног обликовања у односу на историјску архитектуру околних зграда.